# Sabugueiro (Tojosoutos)
Sabugueiro (Oficialmente O Sabugueiro) es una aldea  española situada en la parroquia de Tojosoutos en el municipio de Lousame (provincia de La Coruña, Galicia).
En 2021 tenía una población de 30 habitantes (12 hombres y 18 mujeres). Está situada al norte del municipio a 420 metros sobre el nivel del mar y a 9,6 kilómetros de la cabecera municipal. Las localidades más cercanas son Bargo, Vilardante y Vilafabeiro. 